# León Chávez Teixeiro
León Chávez Teixeiro, nombre artístico de Alfredo León Chávez y Teijeiro (Colonia Guerrero, Ciudad de México, 11 de abril de 1936) es un artista plástico, compositor y músico mexicano, involucrado desde joven con causas sociales.

## Biografía
Su padre fue obrero mecánico, participante de movimientos obreros como los Batallones rojos y su madre, ama de casa. Nació en la colonia Guerrero, pero vivió en la colonia Plutarco Elías Calles, al norte de la capital mexicana. Sufrió un accidente a los nueve años que lo llevó a abandonar la escuela. De niño y adolescente trabajó vendiendo veladoras, paletas y refrescos de manera ambulante.
En esa época comenzó a ser músico callejero. Debido a su inclinación por lo urbano, se comenzó a involucrar como activista en movimientos de resistencia y vivienda ante la creciente urbanización de más zonas de la Ciudad de México. También estuvo presente en movimientos como el del Comité de Defensa Popular, liderado por Rubén Aguilar y que inició en la colonia Francisco Villa de Chihuahua. Ingresó al Centro Universitario de Estudios Cinematográficos (CUEC) de la Universidad Nacional Autónoma de México debido a su gusto por el cine.
Hacia 1968 fundó junto a otros y otras artistas La Comuna de Sor Juana, una comuna artística en la colonia Santa María la Ribera. Fue en este sitio en donde conoció a Álvaro Guzmán Gómora, guitarrista, e hizo sus primeras composiciones como El gato. Ahí fundaría el grupo La piel y escucharía por primera vez a Bob Dylan.
Se involucró en movimientos obreros. Participó activamente en el Movimiento de 1968 como parte del CUEC acompañando protestas públicas con sus canciones, entre ellas Amigo ven, hecha en coautoría con Alejandro Webelman. Además de la participación como activista, en ese contexto participó como fotógrafo y camarógrafo en el registro de ese movimiento, parte del metraje grabado por León aparecería en el documental El grito de Leobardo López Arretche.
En 1969 grabó el sencillo El gato/El abedul con CBS Records. El grupo La piel fue invitado al programa de televisión Siempre en domingo, a lo cual León se negó debido a su ideología y a la represión al movimiento de 1968.
Debido a su militancia en el Partido Mexicano del Proletariado y su trabajo en una fábrica de jabón, en lo sucesivo proseguiría componiendo canciones, decidiendo que las mismas se orientarían a tratar la vida de luchas obreras, campesinas y estudiantiles. Formó después de disuelta La piel, el Grupo Urbano Pacheco junto a Álvaro Guzmán, Miguel Ángel Díaz "Macondo" y Jorge "Cox" Gaitán. En esta época se relacionaría a artistas como Judith Reyes, Los Nakos, Amparo Ochoa, Óscar Chávez y Los Folkloristas, y posteriormente a la comunidad artística del Centro Libre de Experimentación Teatral (CLETA). 
En los años 70 se involucró en el movimiento de vivienda de la colonia Martín Carrera, y en las siguientes décadas apoyaría otros movimientos inquilinarios y el de los damnificados de los sismos de septiembre de 1985.
Participó en la Liga de Músicos y Artistas Revolucionarios. Su obra musical fue semilla de otros movimientos musicales independientes y alternativos (no comerciales) en México, como el folklore latinoamericano, la canción de protesta, los roleros y la trova mexicana.
En el año 2018 participó en la producción de la película “Mujer. Se va la vida, compañera” de los realizadores Mariana X. Rivera y Josue Vergara en la que su participación fue como personaje principal y compositor de la música original. Película que fue estrenada en el Primer Festival de Cine Zapatista realizado en el caracol de Oventic, Chiapas, así como en festivales como “Zanate”, “Festival de Cine de Merida y Yucatán” en donde ganó como “Mejor documental” entre otros.

## Discografía
- La piel (Sencillo EP: El Gato y El Abedul) (CBS, México, 1969)
- La vieja gorda y callada (EP) (Edición del autor, México, 1974)
- Amigo ven (EP) (Edición del autor, México, 1974)
- Canciones (Universidad de Sinaloa, México, 1979. Reeditado por Discos Pentagrama)
- Se va la vida compañera (Universidad de Sinaloa, México, 1979. Reeditado por Discos Pentagrama)
- La fundición (Discos Pentagrama, México, 1989)
- De nuevo otra vez (Discos Pentagrama, México, 1998)
- Memoria (En vivo, Grabaxiones Alicia, México, 1999)
- Luz de gas (En vivo, Festival Barnasants, Barcelona, 2007)
- La chava de la Martín Carrera (Colectivo, KLOAKASKOMUNIKANTES - CONACULTA, México, 2010)
- Rolero Cartonero de León Chávez Teixeiro (Cancionero - Disco, edición de 75 ejemplares, "La rueda cartonera", México, enero de 2010)
- Barcelona (En vivo, originalmente "Luz de gas", Festival Barnasants, Barcelona, 2010)
- La Lengua Se lame sola[14] (En colaboración con el Colectivo La Lengua, en desarrollo actualmente, Colectivo La Lengua, México, 2012)

## Premios y reconocimientos
- Premio Nacional Carlos Montemayor, 2014.[15]

### Homenajes
- La chava de la Martín Carrera,[16] homenaje a Chávez, producido y dirigido por: Josué Vergara en donde participan artistas como Francisco Barrios "El Mastuerzo", Botellita de Jerez, Gerardo Enciso, Óscar Chávez, Nina Galindo, Emilia Almazán, Colectivo La Lengua, Jorge Luis Gaitán, Los Nakos, Ángela Martínez, Rafael Catana, Manuel Rodríguez, Guillermo Briseño, Ampersan, Guillermo Velázquez, Fernando Vigueras, Fernanda Martínez y la Chinaski Band, Juan Pablo Villa, David Aguilar, Alejandro Chávez, Cuarteto Arrabal y Fernando Medina ''Ictus'', entre otros.